# Pierre Menard, autor del Quijote
«Pierre Menard, autor del Quijote» es un relato del escritor argentino Jorge Luis Borges publicado originalmente en mayo de 1939 en la revista Sur e incluido en su libro Ficciones, de 1944.

## Síntesis del argumento

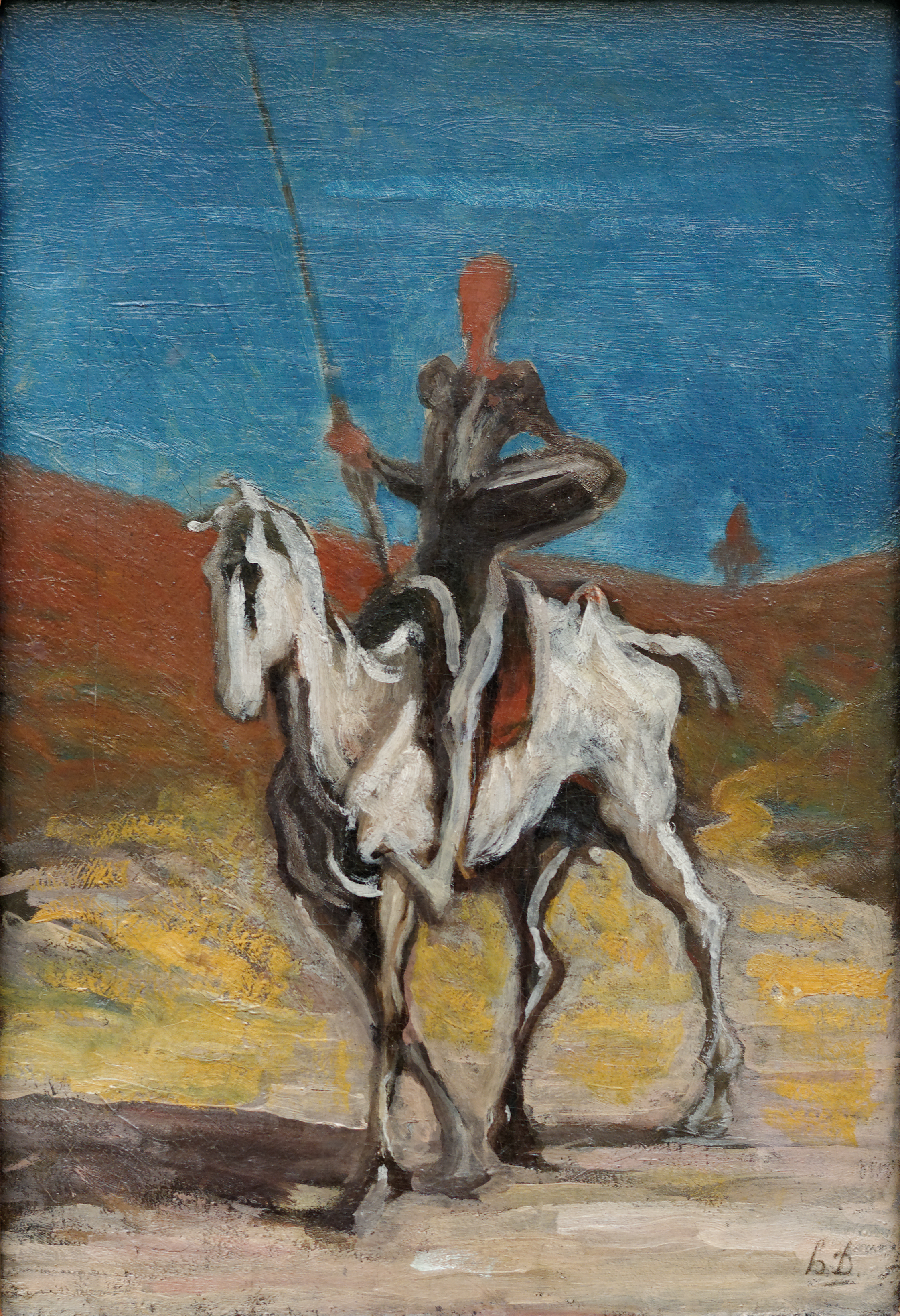
[...]El método inicial que imaginó era relativamente sencillo. Conocer bien el español, recuperar la fe católica, guerrear contra los moros o contra el turco, olvidar la historia de Europa entre los años de 1602 y de 1918, ser Miguel de Cervantes.[...

Pierre Menard, el otro autor del Quijote, no quiere reversionar el Quijote, tampoco pretende escribirlo tal y como lo haría Cervantes en el siglo XVI.
El cuento empieza con una protesta de un crítico a causa de la omisión del nombre del poeta simbolista, Pierre Menard, en un catálogo. Y para testimoniar eso, menciona la opinión de una baronesa y de una condesa, y aún enumera toda su producción en orden cronológico. Pierre Menard es un oscuro escritor francés recientemente fallecido, cuyo mayor logro fue escribir, en el siglo XX, los capítulos noveno y trigésimo octavo de la primera parte del Quijote, y un fragmento del capítulo veintidós. Los capítulos son iguales, en cada palabra y cada coma, a los escritos originalmente por Cervantes. Sin embargo no son una copia. Pierre Menard inicialmente quería ser Miguel de Cervantes, en los años 30, «saber el español, recuperar la fe católica, guerrear contra los moros o contra el turco, olvidar la historia de Europa entre los años de 1602 y de 1918». Pero lo descartó. Le dejó una carta al crítico, relatando todo lo que pasó para escribir su obra, y por qué la escribió. Incluso, el crítico considera muy superior la versión de Menard a la del autor español, «a pesar de los obstáculos, el fragmentario Quijote de Menard es más sutil e infinitamente más rico que el de Cervantes».

## Posibles fuentes del nombre
- Hubo un Pierre Menard histórico: el primer Teniente Gobernador de Illinois.
- Existió un escritor francés del siglo XVIII sin renombre llamado Pierre Ménard.
- En un diálogo con Juan Gustavo Cobo Borda sobre Borges para El Heraldo de Barranquilla (14 de noviembre de 1999), José Ermides Cantillo Prada afirma que Borges tejió la historia de un personaje que existió en la vida real:

«Yo leía la biografía de Rodríguez Monegal y realmente existió Menard como un poeta simbolista menor, pero que había hecho un libro, que había una tesis sobre el tiempo y Borges había encontrado ese libro. Entonces la gente se iba a buscar a Pierre Menard y se encontraba con un Pierre Menard, pero un Pierre Menard doble, que era el que había inventado Borges.»

- Emir Rodriquez Monegal piensa que Borges se refiere a  Louis Menard, un escritor francés.
- El escritor argentino Ricardo Piglia sostiene en su novela Respiración artificial que el personaje Pierre Menard es una parodia del escritor francoargentino Paul Groussac.

## Trascendencia
- Douglas Adams, en su prólogo a Ocaso en Blandings, recomienda esta historia diciendo:

You should read Jorge Luis Borges’ short story ‘Pierre Menard, Author of Don Quixote.’  It’s only six pages long, and you’ll be wanting to drop me a postcard to thank me for pointing it out to you.